# 圣洛伦索-德拉穆加
圣洛伦索-德拉穆加（西班牙語：San Lorenzo de la Muga）是西班牙加泰罗尼亚赫罗纳省的一个市镇。总面积32平方公里，总人口185人（2001年），人口密度6人/平方公里。